# آلودگی زیستی
آلودگی زیستی یا آلودگی بیولوژیک (به انگلیسی: Biological pollution) (پیامد یا آلودگی زیستی) تأثیر اعمال بشر بر کیفیت محیط آبی و خشکی است. به‌طور خاص، آلودگی زیستی، ورود گونه‌های غیربومی و مهاجم است. هنگامی که آلودگی زیستی وارد یک محیط آبی می‌شود، باعث آلودگی آب می‌شود.
آلودگی زیستی ممکن است اثرات نامطلوبی در چندین سطح سازمان بیولوژیکی ایجاد کند:
- یک جاندار منفرد (آلودگی داخلی توسط انگل‌ها یا عوامل بیماری‌زا)،
- یک جمعیت (با تغییر ژنتیکی، یعنی دورگه‌زایی IAS با یک گونه بومی)،
- یک جامعه زیستی (با تغییرهای ساختاری، یعنی تسلط IAS، جایگزینی یا حذف گونه‌های بومی)،
- زیستگاه (با اصلاح شرایط فیزیکی-شیمیایی)،
- یک اکوسیستم (با تغییر انرژی و جریان مواد آلی).